# Jakob Caironi
Jakob Caironi (* 5. Mai 1902 in Bülach; † November 1968 in Zürich) war ein Schweizer Radrennfahrer und nationaler Meister im Radsport.

## Sportliche Laufbahn
Caironi war im Strassenradsport und im Querfeldeinrennen (heutige Bezeichnung Cyclosport) aktiv. 1928 nahm er an den Olympischen Sommerspielen 1928 in Amsterdam teil. Im olympischen Strassenrennen kam er auf den 9. Rang und war damit zweitbester Schweizer.
In der Mannschaftswertung kam die Schweiz mit Gottlieb Amstein, Jakob Caironi, Gottlieb Wanzenried und Paul Litschi auf den 6. Platz.
1925 gewann er die nationale Meisterschaft im Strassenrennen der Amateure vor Georges Aellig. 1928 und 1929 wurde er Vize-Meister. 1927 holte er den Titel im Mannschaftszeitfahren. 1930 wurde er Vize-Meister im Querfeldeinrennen, 1929 war er Dritter geworden. In der Meisterschaft von Zürich 1926 kam er im Amateurrennen auf den zweiten Platz, 1929 wurde er in der Tour du Lac Léman Zweiter. Bei den Strassenradsport-Weltmeisterschaften 1929 kam er auf den 10. Platz, 1930 wurde er 14. im Amateurrennen.

## Berufliches
Caironi gründete ein Bremsenunternehmen namens Duralca mit Sitz in Oerlikon und unterhielt später ein professionelles Radsportteam mit diesem Namen.